# Peeksville
Peeksville – miasto w Stanach Zjednoczonych, w stanie Wisconsin, w hrabstwie Ashland.